# Rob Fowler
Rob Fowler (ur. 29 czerwca 1975 w Brandon, Manitoba) – kanadyjski curler.

## Kariera
W 1998 zdobył mistrzostwo Manitoby mikstów. Grał w drużynach dowodzonych przez Allana Lyburna, Kerry’ego Burtnyka oraz Jeffa Stoughtona. Wraz z ostatnim skipem trzykrotnie zwyciężał w Safeway Championship, dzięki czemu Fowler reprezentował Manitobę na mistrzostwach Kanady w latach 2007, 2009 i 2010.
W pierwszym występie na arenie krajowej ekipa Stoughtona awansowała do fazy play-off, w pierwszym meczu pokonała 6:3 Albertę (Kevin Martin) i ostatecznie zajęła 3. miejsce ulegając w półfinale 4:8 Ontario (Glenn Howard). Dwa lata później zawodnicy z Manitoby zagrali w finale mistrzostw kraju, jednak do fazy play-off awansowali po dodatkowym meczu. W barażu zespół Fowlera zwyciężył 6:3 nad Quebeckiem (Jean-Michel Ménard), później wygrał dolny mecz Page play-off 8:7 przeciw Nową Fundlandią i Labradorem (Brad Gushue) i 8:6 półfinał z Ontario (Glenn Howard). W ostatnim meczu zawodów curlerzy z Winnipeg ulegli 4:10 ekipie Kevina Martina z Alberty. W 2010 reprezentacja prowincji zakończyła swój występ na rundzie grupowej, z siedmioma wygranymi meczami uplasowała się na 5. miejscu.
Brał również udział w kanadyjskich eliminacjach do Zimowych Igrzysk Olimpijskich w Turynie. Drużyna awansowała do turnieju finałowego, w którym zajęła 3. miejsce ulegając w półfinale 6:11 Glennowi Howardowi.
W sezonie 2010/2011 Rob stworzył swój zespół, który występuje w barwach Brandon Curling Club. Pierwsze mistrzostwa prowincji jako skip zakończył na fazie play-off, z której wyeliminował go Vic Peters. W 2012 zdobył tytuł mistrza Manitoby w finale pokonując 10:6 Mike’a McEwena, a w dolnym meczu play-off Jeffa Stoughtona 8:7. Ekipa z Brandon w Round Robin Tim Hortons Brier 2012 wygrała 8 meczów, co pozwoliło jej zająć 2. miejsce. W rundzie finałowej Fowler przegrał dwa pierwsze mecze 3:9 przeciw Ontario (Glenn Howard) i 6:8 przeciw Albercie (Kevin Martin). Ostatecznie uplasował się na najniższym stopniu podium wygrywając 8:7 w dogrywce mecz o 3. miejsce z Terytoriami Północno-Zachodnimi/Jukonem (Jamie Koe).
Jako obrońca tytułów mistrzowskich w Safeway Championship 2013 Fowler zajął 4. miejsce przegrywając mecz 3-4 przeciwko Mike’owi McEwenowi. Wystąpił w listopadzie 2013 w krajowych eliminacjach olimpijskich do Soczi 2014, nie awansował w nich do fazy finałowej.
W sezonie 2014/2015 Rob Fowler powrócił do wspólnej gry z Jeffem Stoughtonem.

## Wielki Szlem
| Turniej                | 02/03 | 03/04 | 04/05 | 06/07 | 07/08 | 08/09 | 09/10 | 10/11 | 11/12 | 12/13 | 13/14 | 14/15 |
| ---------------------- | ----- | ----- | ----- | ----- | ----- | ----- | ----- | ----- | ----- | ----- | ----- | ----- |
| Canadian Open          | QF    | SF    | QF    | QF    | QF    | SF    | QF    | QF    | QF    | x     | x     |       |
| Masters                | QF    | QF    | QF    | x     | x     | SF    | A     | SF    | x     | x     | A     | QF    |
| The National           | x     | SF    | QF    | A     | SF    | QF    | QF    | A     | x     | QF    | A     | x     |
| Elite 10               | –     | –     | –     | –     | –     | –     | –     | –     | –     | –     | –     |       |
| Players’ Championships | x     | x     | A     | x     | x     | QF    | SF    | QF    | A     | A     | A     |       |

| A  | = nie uczestniczył                         |
| x  | = nie zakwalifikował się do fazy finałowej |
| QF | = ćwierćfinał                              |
| SF | = półfinał                                 |
| F  | = finał                                    |
| W  | = zwycięstwo                               |

## Drużyna
|           | Czwarty        | Trzeci       | Drugi            | Otwierający      |
| --------- | -------------- | ------------ | ---------------- | ---------------- |
| od 2014   | Jeff Stoughton | Rob Fowler   | Alex Forrest     | Connor Njegovan  |
| 2013/2014 | Rob Fowler     | Allan Lyburn | Brendan Taylor   | Derek Samagalski |
| 2010/2013 | Rob Fowler     | Allan Lyburn | Richard Daneault | Derek Samagalski |
| 2008/2010 | Jeff Stoughton | Kevin Park   | Rob Fowler       | Steve Gould      |
| 2006/2008 | Jeff Stoughton | Ryan Fry     | Rob Fowler       | Steve Gould      |
| 2003/2004 | Kerry Burtnyk  | Ken Tresoor  | Rob Fowler       | Keith Fenton     |
| 2002/2003 | Kerry Burtnyk  | Jeff Ryan    | Rob Fowler       | Keith Fenton     |
| 1998/2001 | Allan Lyburn   | Rob Fowler   | Mark Taylor      | Ross Granger     |

|           | Czwarty/-a | Trzeci/-a   | Drugi/-a    | Otwierający/-a |
| --------- | ---------- | ----------- | ----------- | -------------- |
| 1997/1998 | Rob Fowler | Lois Fowler | Mark Taylor | Sharon Fowler  |

## Canadian Team Ranking System
Pozycje drużyn Roba Fowlera w rankingu CTRS:
- 2013/2014 – 16.[7]
- 2012/2013 – 15.
- 2011/2012 – 8.
- 2010/2011 – 9.
- 2009/2010 – 5.
- 2008/2009 – 6.
- 2007/2008 – 6.
- 2006/2007 – 5.

## Życie prywatne
Rob jest synem mistrzów Manitoby w curlingu, jego matka Lois Fowler triumfowała w 1993, 1996, 1998 i 2004, a ojciec Brian Fowler w 1987. Ukończył Brandon University. Jest właścicielem salonu samochodowego Hyundai.